# Ема (кечистка)
Тенил Аверил Дашууд (родена на 1 март 1989) е австралийска кечистка.
Работи с WWE до 2017 година под сценичното име Ема. Преди подписването с WWE се бие в независими компании като Тенийл Тейла. През 2018, след освобождаването ѝ от WWE, се завръща на сцената на независимите компании като Тенил Дашууд.

## В кеча
- Финални ходове
  - Diving crossbody[6][7][7][8] – 2014; използван като ключов ход след това
  - Emma Lock[9][10] (Muta Lock, превърнат в hair-pull stomp на гърба на опонент)[11][12]
  - Michinoku Driver II[13] – 2016 –
  - Running big boot, на наведен опонент[5] – Независими компании; използван като ключов ход в NXT / WWE
  - VenEmma[14] (Right–handed thrust в гърлото или лицето на опонент, с постановки)[15] – 2014; усвоено от Сантино Марела
- Ключови ходове
  - Bodyscissors, понякога превърнат в туш[16][17][18]
  - Dil-Emma[19] (Rope hung Boston crab)[20]
  - Double underhook suplex, понякога на обтегачите на ринга[21][19][22][12]
  - Emma-mite Sandwich[21][11][19] (Running crossbody, на опонент седящ в ъгъла)[22][20]
  - Emma-plane (Airplane spin)[23][24] – 2014
  - Full nelson[19][25]
  - Hair-pull snapmare, понякога правен последователно, последван от shoot kick в гърба на опонент[19][12][26][27]
  - Low dropkick, в главата, отстрани, стомаха, отпред или гъба на наведен, коленичещ или седнал опонент[28][29][9][19]
  - Многократен shoot kick, в гърба на опонент в позиция tree of woe[12][20][30]
  - Версии на тушове
    - Backslide[31][32]
    - Inside cradle[7][33]
    - Jackknife[19]
    - La magistral[34]
    - Oklahoma roll[35][36][37]
    - Превъртане[19]
    - Sunset flip[38][39]

  - Rope hung rolling wheel kick[6][7][8]
  - Somersault arm wringer evasion, превърнат в modified sitting armbar stretch[19][30][40]
  - Short-arm clothesline[19][20]
- Мениджъри
  - Дейна Брук[41]
- Придружавайки
  - Карло Колон[5]
  - Дилан Найт[5]
  - Дан Майърс[5]
  - Скоти Мак[5]
  - Стивън Джеймс и Фокс[5]
  - Сантино Марела[42][43]
  - Дейна Брук[44]
- Прякори
  - „Кралицата на танците“[45]
- Входни песни
  - „Feedback“ на Janet Jackson[46] (Независими компании)
  - „#Emmalution“ на Brian Randazzo[47] (NXT/WWE; 2013 – 2015)
  - „Chemical Mind“ на Jason Davis[48][49] (NXT; 27 май 2015 – 22 юли 2015)
  - „Real Deal“ на CFO$[50] (NXT/WWE; 1 юли 2015 – )

### Титли и постижения
- Extreme Canadian Championship Wrestling
  - Шампионка при Супер Момичетата на ECCW (2 пъти)
- 'Pro Wrestling Alliance Queensland
  - Кралица на Войните (2009)
- Pro Wrestling Illustrated
  - PWI Female 50 я класира като No. 33 от топ 50 жените кечистки през 2016